# (72060) Hohhot
(72060) Hohhot est un astéroïde de la ceinture principale.

## Description
(72060) Hohhot est un astéroïde de la ceinture principale. Il fut découvert le 23 décembre 2000 à l'observatoire Desert Beaver par William Kwong Yu Yeung. Il présente une orbite caractérisée par un demi-grand axe de 2,42 UA, une excentricité de 0,14 et une inclinaison de 2,3° par rapport à l'écliptique.

## Compléments